# صندوق الاستجابة للتضامن من أجل مكافحة فيروس كورونا

علم الأمم المتحدة

صندوق الاستجابة للتضامن من أجل مكافحة فيروس كورونا هو صندوق عالمي لدعم عمل منظمة الصحة العالمية في احتواء وباء فيروس كورونا (كوفيد-19) 2019-2020. تم إطلاق البرنامج من قبل المدير العام لمنظمة الصحة العالمية بتاريخ 13 آذار/مارس 2020 في جنيف، سويسرا. لتمكين الأفراد والمنظمات من المساهمة في الجهود التي تقوم بها المنظمة في سبيل تنسيق الجهود العالمية، ودعم البلدان لكبح جماح هذا الوباء والاستجابة له. يتمثّل الغرض الرئيس من إنشاء هذا الصندوق في «دعم عمل منظمة الصحة العالمية لتتبع وفهم آلية انتشار الفيروس؛ وكذلك ضمان حصول المرضى على الرعاية التي يحتاجونها وحصول العاملين في الخطوط الأمامية على الإمدادات والمعلومات الأساسية؛ وتسريع الجهود لتطوير اللقاحات والاختبارات والعلاجات.» وقد قامت شركات كبرى بالتبرع لصالح ذلك الصندوق، بما في ذلك شركة فيسبوك وإتش أند إم وجوجل، بالإضافة إلى العديد من الأفراد.